# Torre de Babel (telenovela)
Torre de Babel é uma telenovela brasileira produzida e exibida pela TV Globo de 25 de maio de 1998 a 15 de janeiro de 1999, em 203 capítulos. Substituiu Por Amor e foi substituída por Suave Veneno, sendo a 56ª "novela das oito" exibida pela emissora. 
Teve a autoria de Silvio de Abreu, com colaboração de Alcides Nogueira e Bosco Brasil, com a direção de José Luiz Villamarim, Carlos Araújo e Paulo Silvestrini, e direção geral e núcleo de Denise Saraceni e Carlos Manga.
Contou com as participações de Tony Ramos, Tarcísio Meira, Glória Menezes, Adriana Esteves, Edson Celulari, Juca de Oliveira, Natália do Vale, Maitê Proença e Cláudia Raia.

## Enredo

### Primeira fase
Em 1978, o perito em fogos de artifícios, José Clementino (Tony Ramos) trabalha como pedreiro na construção de um prédio, uma das muitas obras realizadas pela construtora do engenheiro, César Toledo (Tarcísio Meira). Durante a festa da cumeeira, quando engenheiros e operários se reúnem para comemorar a colocação da última laje da obra, a mulher de Clementino flerta com vários homens. A certa altura, quando dá pela falta da mulher, o pedreiro sai à sua procura e a encontra em um canto afastado da construção tendo relações com dois homens. Tomado pela fúria, Clementino mata a mulher e um dos homens a golpes de pá. César Toledo ouve os gritos e contém Clementino com a ajuda de um grupo de operários, antes que ele matasse o terceiro homem. Chocado com a violência do empregado, o empresário chama a polícia e, mais tarde, depõe contra ele no julgamento. O seu testemunho é decisivo para a condenação de Clementino que, nem tendo possibilidade de ter arranjado advogado a altura, foi condenado por 19 anos.

### Segunda fase
Vinte anos se passam desde o assassinato de sua mulher  e Clementino (Tony Ramos) deixa a cadeia. O tempo em que esteve exposto à dura realidade do sistema penitenciário fez dele um homem ainda mais amargurado. Embora tente reconstruir sua vida, está obcecado pelo desejo de se vingar de César Toledo (Tarcísio Meira), que considera ter sido o grande responsável pela sua condenação.
César Toledo tornou-se um empresário poderoso. Acaba de construir um pomposo shopping: O "Tropical Tower Shopping". Contudo leva uma vida cheia de angústias. Seu casamento com Marta (Glória Menezes) está em crise e praticamente só se sustenta graças aos esforços dela. A união naufraga de vez quando César reencontra um antigo amor, a advogada Lúcia Prado (Natália do Vale), e os dois começam um romance. A relação com os filhos também não é bem resolvida. O mais velho, Henrique (Edson Celulari), administra os negócios do shopping, mas tem um temperamento bem diferente do pai. Extravagante e vaidoso, transforma a festa de inauguração do "Tropical Tower" em um pomposo evento carnavalesco. Alexandre (Marcos Palmeira) é o filho do meio dos Toledo. Um jovem estudante de Direito que se ressente de ainda depender da ajuda financeira do pai, que faz questão de que ele complete os estudos antes de sair de casa. O filho mais novo, Guilherme (Marcello Antony), é a principal fonte dos tormentos da família. Dependente químico, envolvido com marginais, ele vive fugindo de clínicas de recuperação e tentando extorquir dinheiro dos parentes e amigos para conseguir sustentar o vício. Durante a festa de inauguração do shopping, depois de tentar arranjar dinheiro, sem sucesso, ele invade de motocicleta o saguão principal do edifício e tem de ser contido pelos seguranças.
A família de José Clementino, para junto da qual ele volta quando sai da cadeia, trabalha e vive no ferro-velho do seu pai, Agenor (Juca de Oliveira), um homem violento e cruel que criou duramente e sem carinho seus filhos e netos na base da tortura física e psicológica. Lá, vivem os dois meios-irmãos de Clementino, Gustinho (Oscar Magrini) e Boneca (Ernani Moraes); e Shirley (Karina Barum), sua filha mais nova, uma jovem meiga e graciosa que sofre de um defeito físico na perna. Ela toma conta de Jamanta (Cacá Carvalho), um portador de deficiência mental que vive como agregado da família e trabalha no ferro-velho. Naquele ambiente frio e sem vida, ocorrem alguns dos melhores momentos cômicos da novela, graças às brigas de Gustinho e Boneca – que vivem debochando e implicando um com o outro – e às trapalhadas de Jamanta, um personagem que caiu nas graças do público.
A outra filha de Clementino é Sandrinha (Adriana Esteves). Ao contrário de Shirley, ela não perdoa o pai por ter assassinado sua mãe e alimenta sentimentos negativos em relação a todos os outros membros da família. É uma jovem mau-caráter e ambiciosa que trabalha como garçonete na lanchonete de Edmundo Falcão (Victor Fasano), porém faz qualquer coisa para se dar bem e subir de vida. Por isso, se envolve com Alexandre Toledo. Completamente apaixonado pela moça, ele não percebe que ela está interessada principalmente no seu dinheiro e que o trai sempre que possível.
Na lanchonete de Edmundo Falcão também trabalha a garçonete Bina Colombo (Cláudia Jimenez), uma mulher espontânea e engraçada, mas também ingênua, que alimenta o sonho de se tornar rica. Ela mora com a tia Sarita (Etty Fraser) num apartamento pequeno, mas a vida das duas muda depois que, graças a um golpe do destino, a garçonete se torna dona de uma fortuna. Bina está sempre acompanhada da sua melhor amiga, a dócil cozinheira Luzineide (Eliane Costa), que também trabalha na lanchonete e a quem ela ofusca com sua personalidade exuberante, impedindo que a moça pronuncie sequer uma palavra; é sempre censurada por um "Cala a boca, Luzineide!".
Dando início ao seu plano de vingança, José Clementino consegue um emprego como vigia do "Tropical Tower". Dessa forma, ele pretendia arranjar margem de manobra para poder instalar explosivos no edifício. Seu plano é destruir o grande empreendimento de César Toledo, mas sem ferir inocentes. Os explosivos seriam detonados quando o shopping estivesse vazio. Entretanto, por razões misteriosas, todos os seus planos e artefatos desaparecem do ferro-velho onde Clementino os tinha guardados e são acionados no shopping na noite seguinte mas quando o edifício está ainda lotado. A explosão deixa muitos feridos e mata várias pessoas.
Alguns personagens de destaque na novela morrem na explosão do "Tropical Towers". Guilherme, o jovem problemático que inferniza a vida dos Toledo, é um deles. Outras duas vítimas são a estilista Rafaela (Christiane Torloni) e a ex-modelo Leila Sampaio (Sílvia Pfeifer). As duas são sócias de uma boutique de moda e têm um relacionamento amoroso.
A executiva Ângela (Cláudia Raia), braço-direito dos Toledo na administração do shopping, nutre uma paixão platônica por Henrique Toledo, seu melhor amigo e colega de trabalho. Henrique, no entanto, é casado com a fútil Vilma (Isadora Ribeiro), além de ser um mulherengo incorrigível que coleciona conquistas românticas, e não desconfia dos sentimentos da amiga. Aos poucos, a paixão de Ângela vai se tornando cada vez mais doentia mas a gota d'água foi quando ela descobre que Henrique se apaixona pela ex-prostituta Celeste (Letícia Sabatella). Não se conformando definitivamente com tal situação, Ângela faz de tudo e não olha a meios para conseguir o que quer. Ela acaba por desenvolver progressivamente uma personalidade tipicamente psicopata com o avançar da trama, comete assassinatos a sangue frio. Na reta final da trama, ela é desmascarada, pega pela polícia e acaba amargurando vários dias na cadeia. Seu final é trágico: Dias após uma elaborada fuga da prisão, ela se joga do último andar "Maksoud Plaza Hotel" (onde estava escondida no momento) ao ser de novo encurralada pela polícia.
Quando o romance entre Lúcia Prado e César Toledo chega ao fim, a advogada se envolve com Alexandre. No final da novela, já tendo acordado para o verdadeiro caráter de Sandrinha, o filho de César Toledo decide ficar em definitivo com o ex-amor do pai. César Toledo e Marta acabam se reconciliando.
Sob o nome artístico de Johnny Percebe, Gustinho faz sucesso como cantor romântico com participações nos programas Domingão do Faustão e Planeta Xuxa. Na verdade, Boneca é quem tem talento para cantar, mas acha que é feio demais para se apresentar ao público. Ele, então, empresta sua voz ao irmão, embora se sinta frustrado por não poder aproveitar a fama. A farsa chega ao fim depois de uma apresentação no "Planeta Xuxa". A apresentadora Xuxa descobre que Boneca é o verdadeiro cantor e o leva dos bastidores para o palco. Gustinho, por sua vez, descobre seu verdadeiro talento ao ganhar uma chance no time de várzea do seu bairro, tornando-se um jogador de futebol profissional muito bem-sucedido.
No decorrer da novela, Bina Colombo se dividiu entre Edmundo Falcão, Gustinho e Boneca. Ela se casa com o dono da lanchonete, mas os quatro personagens terminam juntos, formando um quadrado amoroso. No último capítulo Luzineide revela que foi Sandrinha que roubou os explosivo de José Clementino e explodiu o Shopping "Tropical Tower".

## Elenco
| Intérprete         | Personagem                             |
| ------------------ | -------------------------------------- |
| Tony Ramos         | José Clementino da Silva               |
| Tarcísio Meira     | César Toledo                           |
| Glória Menezes     | Marta Leme Toledo                      |
| Adriana Esteves    | Sandra da Silva (Sandrinha)            |
| Maitê Proença      | Clara Soares                           |
| Cláudia Raia       | Ângela Vidal                           |
| Edson Celulari     | Henrique Leme Toledo                   |
| Letícia Sabatella  | Celeste Brummer                        |
| Marcos Palmeira    | Alexandre Leme Toledo                  |
| Natália do Vale    | Lúcia Prado                            |
| Stênio Garcia      | Bruno Maia                             |
| Juca de Oliveira   | Agenor da Silva                        |
| Cleyde Yáconis     | Diolinda Falcão                        |
| Victor Fasano      | Edmundo Falcão                         |
| Cláudia Jimenez    | Balbina Teixeira Colombo (Bina)        |
| Isadora Ribeiro    | Vilma Toledo                           |
| Oscar Magrini      | Augusto da Silva (Gustinho)            |
| Ernani Moraes      | Ariclenes da Silva (Boneca)            |
| Cacá Carvalho      | Ariovaldo da Silva (Jamanta)           |
| Karina Barum       | Shirley da Silva                       |
| Danton Mello       | Adriano de Almeida Paes                |
| Felipe Rocha       | Dino                                   |
| Roberto Lopes      | Delegado Jorge Machado                 |
| Celso Frateschi    | Inspetor Armando                       |
| Leonardo Franco    | Inspetor Noronha                       |
| Etty Fraser        | Sarita Teixeira Colombo                |
| Vanda Lacerda      | Eglantine Teixeira Colombo             |
| Liana Duval        | Luísa Vidal                            |
| Carlos Kroeber     | Dr° Navarro                            |
| Cleyde Blota       | Josefa Navarro                         |
| Maria Sílvia       | Dirce                                  |
| Eliane Costa       | Luzineide                              |
| Carvalhinho        | Mordomo Cláudio                        |
| Duda Mamberti      | Carlito                                |
| Ronaldo Reis       | Aquino                                 |
| Andréa Cavalcanti  | Odete                                  |
| Felipe Latgé       | Guilherme Leme Toledo Filho (Guiminha) |
| Caio Graco         | Henrique Navarro Leme Toledo Júnior    |
| Sthefani Neves     | Tiffany Navarro Leme Toledo            |
| Roberto Lobo       | Navarrinho Junior                      |
| Guilherme Linhares | Alvinho                                |

### Participações especiais
| Interprete               | Personagem                          |
| ------------------------ | ----------------------------------- |
| Christiane Torloni       | Rafaela Katz / Neusa Maria da Silva |
| Sílvia Pfeifer           | Leila Sampaio                       |
| Sílvia Pfeifer           | Leda Sampaio                        |
| Marcello Antony          | Guilherme Leme Toledo               |
| Alexandre Borges         | Ronaldo Mendes                      |
| Nair Bello               | Carlotinha Bimbatti                 |
| Mário Lago               | Padre João Luiz                     |
| Luíza Brunet             | Valentina Gusmão                    |
| Eliane Giardini          | Wandona                             |
| Carlos Gregório          | Paulo de Almeida Paes               |
| Irving São Paulo         | Gilberto Lobo                       |
| Berta Loran              | Sara Bentes                         |
| Dary Reis                | Jaime Pacheco                       |
| Beto Simas               | Guga Gouveia                        |
| Maria Lúcia Dahl         | Cecília da Silva                    |
| Carlos Eduardo Dolabella | Fernando Pagão                      |
| Célia Biar               | Terezinha Romano                    |
| Pedro Paulo Rangel       | Josué, patrão de Sandrinha          |
| Ênio Santos              | Paixão                              |
| Fábio Junqueira          | Edgar                               |
| Josie Antello            | Marieta                             |
| Bruno Costa              | Marco                               |
| Manitou Felipe           | Pedro                               |
| Chico Expedito           | Claudionor de Sousa                 |
| Marilene Saad            | Melanie                             |
| Leonardo Miranda         | Waldir                              |
| Ada Chaseliov            | Eliane Mauad                        |
| Flávio Migliaccio        | Caju                                |
| Douglas Simon            | Rodrigo                             |
| Betina Viany             | Lina                                |
| André Segatti            | Batata                              |
| Jorge Cherques           | Dr. Jorge                           |
| Francisco Carvalho       | Assunção                            |
| Delano Avelar            | Daniel Ortega                       |
| Giulio Lopes             | manobrista                          |
| Malu Valle               | Dayse                               |
| José Augusto Branco      | médico                              |
| Jurandir de Oliveira     | Edimilson                           |
| Vanessa Fadul            | Vera                                |
| William Vorhees          | Pretão                              |
| Renato Master            | juiz                                |
| Viviane Victorette       | Débora                              |
| Renato Scarpin           | Plinio                              |
| Norma Geraldy            | avó de Adriano                      |
| Patrícia Gordo           | esposa de Clementino                |
| Milhem Cortaz            | homem que Ângela mata no presídio   |
| Neusa Maria Faro         | Leda, presidiária que ameaça Ângela |
| Suely Franco             | Mãe de Tracy                        |
| Raul Gazolla             | seguranças do Tropical Towers       |
| Orã Figueiredo           | seguranças do Tropical Towers       |
| Alejandro Sanz           | ele mesmo                           |
| Fausto Silva             | ele mesmo                           |
| Jorge Fernando           | ele mesmo                           |
| Paul Singer              | ele mesmo                           |
| Xuxa Meneghel            | ela mesma                           |

## Produção

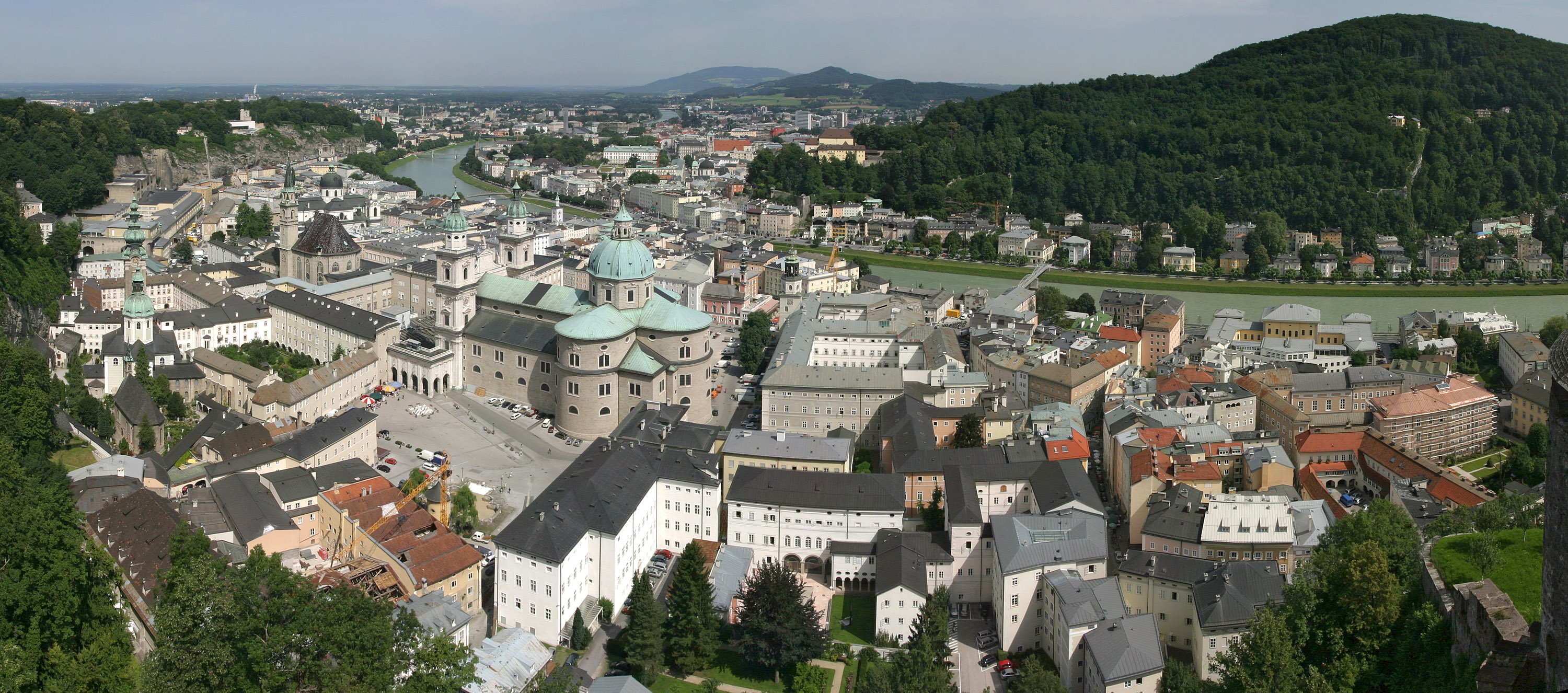
Salzburgo, um dos cenários iniciais da trama.

Para conceber o "Tropical Towers" – localizado fora da cidade cenográfica de Torre de Babel –, os cenógrafos Mário Monteiro e Keller Veiga se inspiraram no trabalho do pintor holandês Pieter Brueghel, que, no século XVIII, retratou a Torre de Babel descrita na Bíblia. Todo o trabalho foi realizado sem a ajuda de efeitos de computação. Feito basicamente de esquadrias metálicas e vidro, o "Tropical Towers" ocupava uma área de 1.200m2 e levou 41 dias para ser erguido, dos quais 20 foram dedicados à construção de fundações de verdade capazes de sustentar o peso da estrutura. Foram usados 4.600m de vigas metálicas pesando 20 toneladas. Cerca de 200 operários trabalharam na construção, realizada no terreno onde antes havia "Greenville", cidade cenográfica de A Indomada. Dois elevadores panorâmicos foram instalados na fachada, e escadas rolantes davam acesso aos três pavimentos do shopping, onde estavam instaladas as lojas e os escritórios da direção. Foram gastos cerca de R$ 1,1 milhão na construção deste cenário.
A trama contava, ainda, com mais duas cidades cenográficas e 19 cenários internos, entre eles o cortiço onde moravam Sandrinha (Adriana Esteves) e Bina (Cláudia Jimenez). O cenógrafo Keller Veiga relatou que o cenário do ferro-velho de Agenor (Juca de Oliveira) foi concebido para parecer “uma ilha dentro de um ferro-velho”. O quarto da personagem Shirley (Karina Barum), por exemplo, foi montado dentro de um trailer acoplado à sala. Torre de Babel também teve algumas gravações em Itaipava, no estado do Rio de Janeiro, e os interiores do Shopping Iguatemi, em São Paulo, foram usados para cenas que se passavam no Tropical Towers. Antes da estreia, o autor Silvio de Abreu definiu a trama como uma "novela catástrofe".

### Problemas e mudanças
A novela sofreu grande rejeição do público durante seu início, devido a alguns temas fortes e pouco explorados, como o uso de drogas, violência doméstica, lesbianismo e atores interpretando personagens com personalidades diferentes do de costume. Mediante essa situação, o autor Silvio de Abreu decidiu fazer algumas mudanças drásticas. A primeira delas foi criar uma explosão, matando todos os personagens que estavam incomodando o público. Silvio mudou a personalidade do personagem José Clementino (Tony Ramos), que conseguiu se redimir, e também destacou a grande vilã da história, Ângela (Cláudia Raia). No fim das contas, o público aprovou as mudanças feitas.
Mesmo após as mudanças, houve rumores de que as personagens lésbicas poderiam voltar à trama. Fato este que não ocorreu. Porém Silvia Pfeifer retornou nas semanas finais da trama, interpretando outra personagem.
Assim como aconteceu em A Próxima Vítima, a cena da revelação do autor da explosão do shopping foram gravadas minutos antes do último capítulo ir ao ar. Os atores que interpretavam personagens suspeitos foram convocados a gravar e impedidos de entrar nos estúdios com celulares, afim de evitar vazamentos. Mesmo com a trama toda reformulada, o autor Silvio de Abreu garantiu que o autor da explosão é o mesmo que ele havia decidido desde o início.

### Incidentes
Em 14 de setembro de 1998, o ator Danton Mello, que interpretava Adriano na novela e que, na época, era também apresentador do Globo Ecologia, sofreu um grave acidente de helicóptero durante uma gravação para esse programa. No acidente, Danton sofreu hemorragia e fraturou costelas, ficando afastado da trama por meses, voltando somente no capítulo de 26 de novembro de 1998.

## Exibição
Torre de Babel estreou em Portugal na SIC em 20 de julho de 1998. A exibição da telenovela gerou uma denúncia feita pelo partido político português PSR contra a Globo por ter encurtado a participação de duas personagens lésbicas. Foi apresentada em 2015 pela Globo Portugal, com 175 capítulos.
Foi exibida na íntegra pelo Viva de 10 de outubro de 2016 a 2 de junho de 2017, substituindo Meu Bem, Meu Mal e sendo substituída por Fera Radical no horário das 14h30.

### Outras mídias
Em 3 de agosto de 2020, foi disponibilizada na íntegra pelo Globoplay, como parte do Projeto Resgate. Em 7 de julho de 2025, foi atualizada pela plataforma de streaming da Globo como parte do Projeto Originalidade, com a atualização para o formato de exibição original; com o formato de imagem restaurado em 4:3, além de aberturas, vinhetas de intervalo e encerramento originais.

## Audiência
Torre de Babel estreou com 42 pontos e 57% dos aparelhos ligados. Após três capítulos marcando índices superiores a 40 pontos, a audiência caiu para apenas 35, obtendo uma média de 39 pontos na primeira semana. Após as mudanças de enredo, a audiência alavancou de vez e chegou a beirar os 50 pontos. Com a explosão do shopping Tropical Towers, exibido nos capítulos de 15 e 16 de julho de 1998, a novela registrou 50 pontos com picos de 60. No último capítulo, a trama alcançou 61 pontos e picos de 66. Teve uma média geral de 44 pontos, um a mais que a antecessora Por Amor, fechando como um sucesso.

## Trilha sonora

### Torre de Babel
Capa: Cláudia Raia

#### Lista de faixas
| N.º            | Título                                     | Compositor(es)                           | Artista(s)                    | Duração |  |
| 1.             | "Te Amo"                                   | Roberto Corrêa Sylvio Son                | José Augusto                  | 3:05    |  |
| 2.             | "Loca" ("Crazy")                           | Willie Nelson Roberto Livi (versão)      | Simone                        | 4:20    |  |
| 3.             | "Felicidade, Que Saudade de Você"          | César Augusto Paulo Henrique             | Zezé Di Camargo & Luciano     | 4:41    |  |
| 4.             | "Eternamente"                              | Tunai Liliane Sérgio Natureza            | Fafá de Belém                 | 3:09    |  |
| 5.             | "SNS (Só No Sapatinho)"                    | Arlindo Cruz Henrique                    | Grupo Só No Sapatinho         | 3:10    |  |
| 6.             | "Quase Fui Lhe Procurar"                   | Getúlio Côrtes                           | Luiz Melodia                  | 4:13    |  |
| 7.             | "Muito Mais"                               | Cleberson Horsth Ricardo Feghali         | Roupa Nova                    | 4:24    |  |
| 8.             | "Vambora"                                  | Adriana Calcanhoto                       | Adriana Calcanhoto            | 4:18    |  |
| 9.             | "Onde Foi Que Eu Errei"                    | Cacá Morais Alexandre Lucas Júlio Borges | Fat Family                    | 4:25    |  |
| 10.            | "Toda Vez"                                 | Christiaan Oyens Zélia Duncan            | Zélia Duncan                  | 3:49    |  |
| 11.            | "Telefone"                                 | Roberto Menescal Ronaldo Bôscoli         | Nara Leão                     | 3:09    |  |
| 12.            | "Urubu Malandro" (ao vivo) (instrumental)) | João de Barro Louro                      | Paulo Moura e Os Batutas      | 6:15    |  |
| 13.            | "Moda de Sangue"                           | Jerônimo Jardim Ivaldo Roque             | Elis Regina                   | 3:49    |  |
| 14.            | "Abertura" (instrumental) / "Pra Você"     | Alberto Rosenblit / Silvio César         | Alberto Rosenblit / Gal Costa | 4:44    |  |
| Duração total: | Duração total:                             | Duração total:                           | Duração total:                | 57:31   |  |

### Torre de Babel - Internacional
Capa: Edson Celulari
Lista de Faixas:
| N.º | Título                       | Música                 | Personagem         | Duração |  |
| 1.  | "Immortality"                | Celine Dion            | César e Marta      | 4:09    |  |
| 2.  | "All My Life"                | K-Ci & JoJo            | Edmundo            | 4:42    |  |
| 3.  | "You Were There"             | Eric Clapton           | Ângela             | 5:28    |  |
| 4.  | "High"                       | Lighthouse Family      | Clementino e Clara | 5:06    |  |
| 5.  | "Con Te Partirò"             | Andrea Bocelli         | Lúcia e Alexandre  | 4:08    |  |
| 6.  | "Adia"                       | Sarah McLachlan        | Leda Sampaio       | 4:00    |  |
| 7.  | "Lady"                       | Lionel Richie          | Celeste e Henrique | 4:24    |  |
| 8.  | "The Air That I Breathe"     | Simply Red             | Geral              | 4:18    |  |
| 9.  | "Be Alone No More"           | Another Level          | Geral              | 3:53    |  |
| 10. | "Zoot Suit Riot"             | Cherry Poppin' Daddies | Bina               | 3:51    |  |
| 11. | "Por Arriba, Por Abajo"      | Ricky Martin           | Dino               | 3:04    |  |
| 12. | "I Want You To Want Me"      | D-Soul                 | Leda Sampaio       | 3:28    |  |
| 13. | "Ho Fatto Un Sogno"          | Antonello Venditti     | Sandrinha          | 3:52    |  |
| 14. | "The One I Gave My Heart To" | Mya Hill               | Geral              | 3:48    |  |
| 15. | "Corazón Partío"             | Alejandro Sanz         | Shirley            | 4:32    |  |
| 16. | "Habla Me Luna"              | All Jam                | Geral              | 3:50    |  |

## Prêmios
Prêmio Extra de Televisão
- Melhor novela

Prêmio APCA
- Melhor atriz - Adriana Esteves
- Melhor ator - Tony Ramos
- Melhor atriz coadjuvante - Cleyde Yáconis

Troféu Imprensa
- Melhor novela
- Melhor atriz - Adriana Esteves
- Melhor ator - Tony Ramos

Melhores do Ano - Domingão do Faustão
- Melhor atriz - Adriana Esteves
- Melhor ator - Tony Ramos
- Melhor atriz coadjuvante - Eliane Costa
- Melhor ator coadjuvante - Cacá Carvalho